# Ischaemum magnum
Ischaemum magnum är en gräsart som beskrevs av Alfred Barton Rendle. Ischaemum magnum ingår i släktet Ischaemum och familjen gräs. Inga underarter finns listade i Catalogue of Life.